# Xã Pine Creek, Quận Ogle, Illinois
Xã Pine Creek (tiếng Anh: Pine Creek Township) là một xã thuộc quận Ogle, tiểu bang Illinois, Hoa Kỳ. Năm 2010, dân số của xã này là 758 người.